# Barom One
Barom One (バロム・1, Baromu Wan) é uma série de mangá escrita e ilustrada por Takao Saito. Foi publicado originalmente na Weekly Bokura Magazine entre 1970 e 1972.
Foi adaptado para uma drama japonês no ano em que o mangá acabou, sendo exibido pela Nippon Television. Foi lançada como anime no mercado japonês em 2002, onde os treze episódios foram exibidos pela AT-X e, no Brasil, foi exibido no canal Animax, com início em julho de 2006.

## Enredo
Uma noite, um monstro sai de um lago e começa a atacar os amigos-de-infância e nascidos-no-mesmo-dia Takeshi Kido e Kentaro Shiratori. Quando o monstro está prestes a matar os dois, uma coisa chamada Kopu chama-os e diz que eles são os escolhidos para proteger o mundo do Doruge de criatura do mal. Kopu dá um radar para Kentaro e Takeshi a capacidade de se transformar em Barom o poderoso monstro One, unindo as suas mãos. Agora os meninos devem destruir os monstros possuídos por Goumon.